# Буня-Маре
Буня-Маре (рум. Bunea Mare) — село у повіті Тіміш в Румунії. Адміністративно підпорядковане місту Феджет.
Село розташоване на відстані 353 км на північний захід від Бухареста, 69 км на схід від Тімішоари, 149 км на південний захід від Клуж-Напоки.

## Населення
За даними перепису населення 2002 року у селі проживали 315 осіб, усі — румуни. Усі жителі села рідною мовою назвали румунську.